# Собор Бога Отца Милосердного (Запорожье)
Собор Бога Отца Милосердного (укр. Собор Бога Отця Милосердного) — римско-католический храм в Запорожье, конкафедральный собор Харьковско-Запорожского диоцеза. Настоятель — о. Александр Пухальский.

## История
В 1993 году священник Ян Собило начал пастырскую деятельность в Запорожье. В отсутствие католического храма мессы проводились в клубе Запорожского алюминиевого завода. В 1994 году была освящена часовня в доме священника.
В 1997 году городская власть выделила участок под строительство католического храма, строительство началось двумя годами позже. Освящён храм 7 августа 2004 года. Получил статус прокафедрального собора 6 июля 2005 года.
В 2016 году в Храме Бога Отца Милосердного государственный секретарь Ватикана кардинал Пьетро Паролин провёл торжественную церемонию в рамках открытия благотворительной акции «Папа для Украины». Кардинала сопровождали апостольский нунций архиепископ Клаудио Гуджеротти, предстоятель Украинской Греко-католической церкви Святослав Шевчук и другие.
В 2021 году был открыт памятник папе Иоанну Павлу II.

## Современное состояние
При храме находится библиотека, воскресная школа и благотворительная столовая. Действуют отделения Каритас и Легиона Марии.